# Kvitten
Kvitten (Cydonia oblonga) är ett lövfällande träd inom familjen rosväxter och ensam art i släktet Cydonia. Dess frukt är lik ett stort päron, med fastare fruktkött som bland annat används till marmelad. Kvitten var välkänd i medelhavsregionen redan under antiken. Kvitten är ej att förväxla med den i Sverige mer välkända rosenkvitten.

## Utseende
Den kan bli upp till 7 meter hög och blommar i maj med 5 cm stora rosa eller vita blommor. Som kart är frukten brun och luden, men luddet spricker upp efter hand som den mognar och blottar en gul, buktande fruktkropp. Den mogna frukten är väldoftande och har ett något träigt fruktkött.

## Användning
Frukten kan ätas färsk (då måste man slå frukten innan man äter den; slagen frigör saften. Man skär bitar lagom stora att tugga i; bäst lyckas man om man håller frukten i sin ena hand och slår med en kavel lite hårt runt hela frukten med den andra) eller kokas till sylt, marmelad eller gelé. I södra Europa, men även i Mexiko, gör man kvittenpastej (cotognata på italienska och carne de membrillo på spanska), ett slags marmeladgodis av lika viktdelar socker och kvittenmos som får koka i långkok och som sedan stelnar till geléaktig konsistens. Kvittenbrödet äts som dessert, ofta tillsammans med färskost, till exempel ricotta eller manchego. Kvitten används också i alkoholtillverkning, främst på Balkan där rakian Dunja tillverkas.
Sockerlag av frukten sägs besitta medicinska egenskaper och används mot diarré och dysenteri. Blötlagda frön avger ett slem som förr användes vid hårvård.

## Etymologi och historik

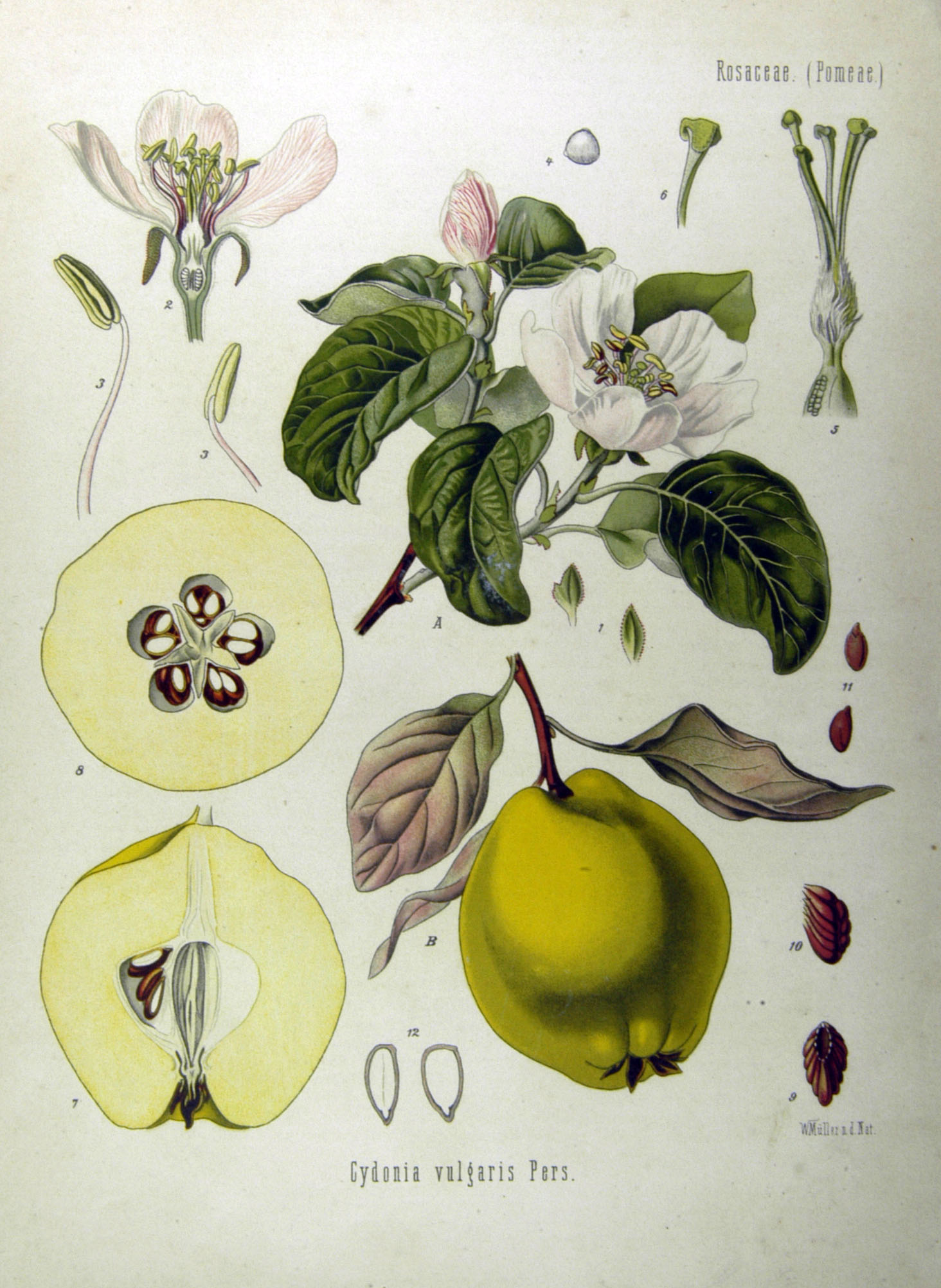
Kvitten

Släktnamnet Cydonia lär kunna härledas till Kreta och den antika staden Kydonia, numera Chania, där odling och export tidigt utvecklades. Romarna kallade kvitten för äpple från Kydon. Möjligen är det så att staden Kydonia uppkallades efter Kydon, son till Apollon, medan frukten redan hade ett gammalt namn – kydonion.
Kvitten har en längre historia som kulturväxt än äpple, och den var mycket brukad under antiken, av greker och deras grannfolk. Hos de antika grekerna användes kvitten till rituella offerriter i samband med bröllop, eftersom det sägs ha kommit till Grekland från Levanten tillsammans med Afrodite och därefter sågs som helgad till henne. Plutarchos meddelade att en grekisk brud tog ett bett i en kvitten för att göra sina kommande kyssar välsmakade (Romerska frågor 3.65). En gyllene kvitten är det som Atalante tar en paus i sitt lopp för.
Det finns de som tror att det "stridsäpple" som gudinnan Eris i förlängningen startade trojanska kriget med, i själva verket var en kvitten. Berättelsens frukt skulle vara gyllene, och vid denna tid fanns inga gulaktiga äpplen.
Ordet marmelad kommer sannolikt från det portugisiska namnet på kvitten – marmelo.
Kvitten innehåller C-vitamin. Ferdinand Magellan hade alltid tillgång till kvittengelé i sin hytt, under sin världsomsegling 1519–1521. Vissa tror att C-vitamininnehållet i den gelén kan ha lett till att Magellan slapp den skörbjugg som många i hans besättning drabbades av.